# Aramides
Aramides – rodzaj ptaków z rodziny chruścieli (Rallidae).

## Zasięg występowania
Rodzaj obejmuje gatunki występujące w Ameryce od Meksyku przez Amerykę Środkową do Argentyny.

## Morfologia
Długość ciała 27–45 cm; masa ciała 164–765 g.

## Systematyka

### Etymologia
- Aramides: rodzaj Aramus Vieillot, 1816 (bekaśnica); gr. -οιδης -oidēs „przypominający, podobny”[5].
- Ortygarchus: gr. ορτυξ ortux, ορτυγος ortugos „przepiórka”; αρχος arkhos „szef, lider”, od αρχω arkhō „rządzić”[6]. Nazwa zastępcza dla Aramides Pucheran, 1845.

### Podział systematyczny
Do rodzaju należą następujące gatunki:
- Aramides ypecaha (Vieillot, 1819) – chruścielak wielki
- Aramides wolfi von Berlepsch & Taczanowski, 1884 – chruścielak brunatny
- Aramides mangle (von Spix, 1825) – chruścielak oliwkowy
- Aramides albiventris Lawrence, 1868 – chruścielak białobrzuchy – takson wyodrębniony ostatnio z A. cajaneus[8]
- Aramides cajaneus (Statius Müller, 1776) – chruścielak szaroszyi
- Aramides axillaris Lawrence, 1863 – chruścielak rdzawoszyi
- Aramides calopterus P.L. Sclater & Salvin, 1878 – chruścielak rdzawoskrzydły
- Aramides saracura (von Spix, 1825) – chruścielak śniady